# Algarrobo (Chile)
Algarrobo es un balneario, comuna y ciudad del litoral central de Chile, ubicada en la provincia de San Antonio, en la región de Valparaíso. Es conocida como la "capital náutica de Chile" debido a que aquí se practican variados deportes acuáticos, como velas, surf y otros. Su nombre se debe a una supuesta abundancia del árbol algarrobo en el lugar, aunque los registros históricos no evidencian esto, como consigna Gualterio Looser. Algarrobo tiene abundantes playas y una pintoresca arquitectura. Asimismo, destaca la piscina del resort San Alfonso del Mar, que durante varios años fue la más grande del mundo, premiada en el Libro Guinness de los récords.

## Historia

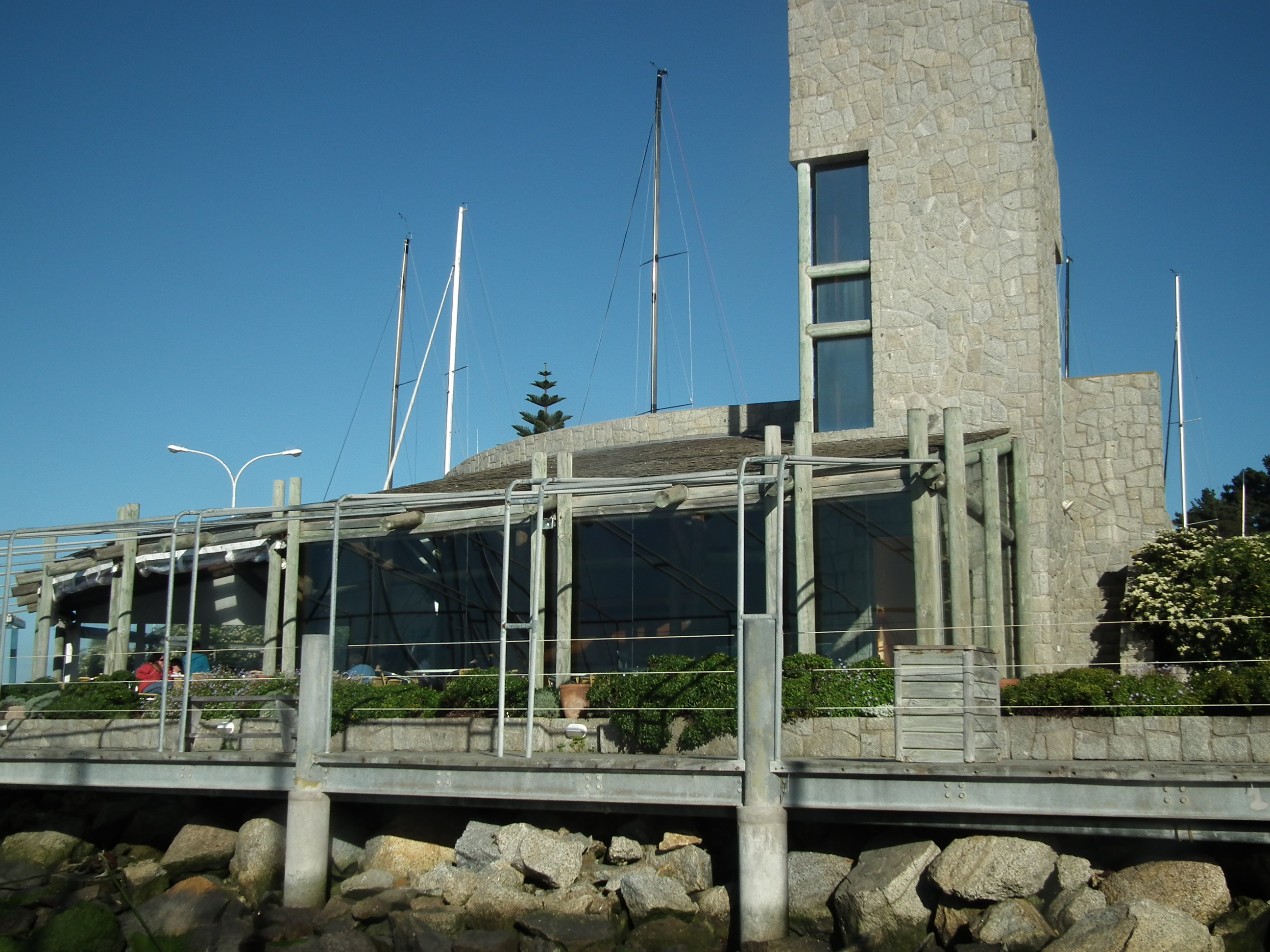
Edificio de la Cofradía Náutica.

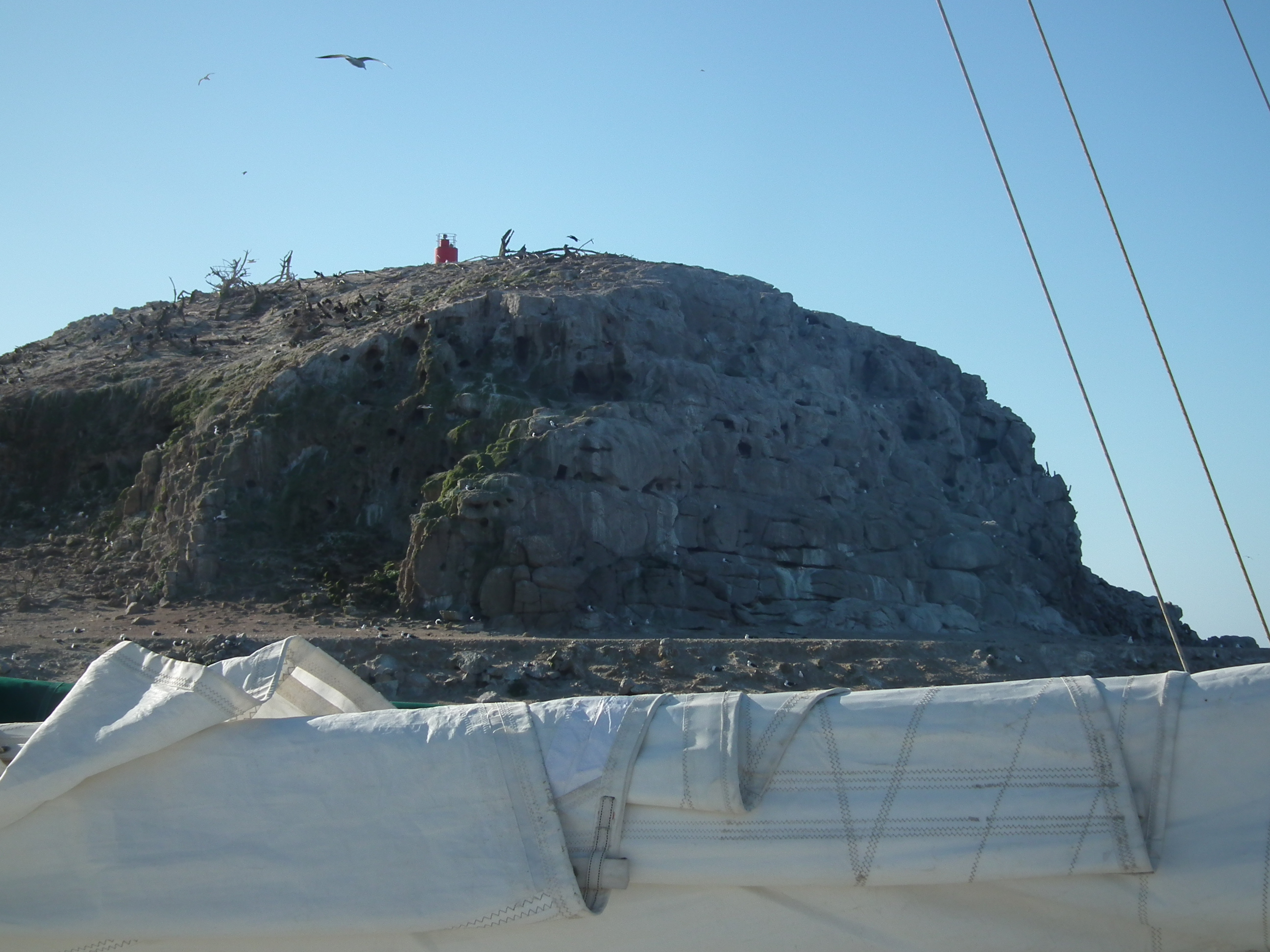
El Islote del Pájaro Niño está en el lado sur de la bahía de Algarrobo y fue unido artiificialmente al continente por la Cofradía Náutica del Pacífico Austral generando problemas ecológicos en las especies que allí anidaban.

En el ex islote de los Pájaros de Algarrobo —ahora unido al continente por el molo de abrigo del Club de Yates— aún quedan restos de un cementerio prehispánico de la cultura Llolleo. Este lugar se ubica al costado suroeste de la Cofradía Náutica del Pacífico Austral.
Desde 1578 Algarrobo fue lugar de refugio de corsarios, tales como sir Francis Drake en su galeón Golden Hind, Richard Hawkins y Thomas Cavendish. Comenzó siendo un extenso fundo de 300 hectáreas perteneciente a María Vidal Delazar que lo parceló dándole forma de pueblo veraniego.
Este balneario era rico en variadas especies vegetales, como aromos, boldos, canelos, cipreses, litres, molles, olivos, perales, peumos y una que otra palma chilena.
En 1854 la antigua caleta de Algarrobo fue habilitada como Puerto Menor con gran contento de sus habitantes y de los hacendados vecinos de Casablanca y Melipilla. Desde ese momento el trigo de sus rulos pudo embarcarse a California y Perú, haciendo que una romería de carretas cargadas con grano llenaran bodegas y corredores. El pequeño caserío en torno a la vieja capilla de La Candelaria pronto dibujó una calle larga bordeando el litoral, con sólidas y sencillas construcciones de adobe y teja. Cuando se inauguró el ferrocarril Santiago Valparaíso en 1857 los veraneantes prefirieron la comodidad que los conducía en solo cuatro horas al mar.

Algarrobo (Puerto del).-—Situado al S. del de Valparaíso en la costa del departamento de Casa Blanca bajo los 33º 23' Lat. y 71º 40' Lon. Es de rada descubierta al N. y medianamente abrigada á los vientos del sur por una punta baja y un islote contiguo, llamado Pájaros Niños: condiciones que sólo adaptan á embarcaciones costaneras en la estación del verano y para cuyo tráfico fue habilitado en 7 de febrero de 1854. Consta su caserío de una calle al borde sudeste de la bahía, y contiene una pequeña iglesia, escuela primaria gratuita, estafeta y 160 habitantes, población que en verano aumenta con la concurrencia de familias, que atraen su agradable temperamento y sus baños de mar. Se comunica con su capital, la ciudad de Casa Blanca, por un camino carretero, de la cual dista al O. unos 30 kilómetros, 25 al N. del puerto de San Antonio; dejando entremedias la playa de Cartagena y las caletas del Quisco y Talca, y al N. la de Tunquén: por el E. se le avecinan los fundos de San José, San Jerónimo, Totoral, &c. de su departamento.
 Diccionario jeográfico de la República de Chile, página 20 Francisco Solano Asta-Buruaga y Cienfuegos, 1867

Hacia el norte del Fundó Las Papas (Algarrobo) y cruzando la laguna Los Patitos, se encontraba la "Hacienda San Jerónimo", hacia el sur, la huella a San Antonio a través de Las Papas, mientras que el camino a Santiago trepaba por los cerros, desde donde se podía apreciar perfectamente el perfil de la costa.
San Jerónimo era la propiedad tutelar de caleta, arrastrando títulos y pergaminos desde el siglo XVI, puede estimarse que su nombre se debe en reconocimiento a dos dueños que tuvo la hacienda, Jerónimo Hurtado de Mendoza y Jerónimo de Reinoso, curiosamente esta propiedad habría cambiando de propietarios reiteradas veces, hasta llegar en tiempos de la república a manos de la familia Balmaceda, José María Fernández o Fernández de Balmaceda a quien le sucede a su hijo Manuel José, padre del presidente José Manuel Balmaceda, el cual habría nacido allí; posteriormente lo heredó su hermano José Elías Balmaceda.
Se dice que esta familia habría construido casas en Algarrobo y que desde el antiguo muelle vigilaban sus exportaciones de trigo a California. Es así como numerosos hacendados siguieron el ejemplo de los Balmaceda y comenzaron a construir amplias casas en la calle principal del pueblo, muchas de las cuales aún se conservan, un poco deterioradas con el pasar de los años.
La Guerra Civil de 1891 remeció a Algarrobo, ya que con la muerte de Balmaceda, nacido y criado en esta caleta y el exilio de su hermano, José Elías, heredero del fundo San Jerónimo, durante el periodo 1910-1920 cambiaron de dueños de las grandes propiedades del balneario. Al morir soltero José Elías Balmaceda, San Jerónimo pasó a su hermano, José Ramón quien lo vendió a la Sociedad "Harris hrnos"; al disolverse esta sociedad en 1923, la hacienda fue adquirida en remate por Toribio Larraín Gandarillas, manteniéndose en manos de sus posteriores generaciones hasta el día de hoy.
Por otra parte, al morir Belisario Torres, socio junto a Miguel Varas del fundo Las Papas, este último decide enajenarse de él, adquiriéndolo Aquiles Vergara Vicuña, que al corto tiempo se deshizo del campo vendiéndolo a Carlos Alessandri Altamirano, antiguo pensionista de Doña Lina de Aranda, dueña del primer hotel de Algarrobo. Carlos Alessandri Altamirano fue sin duda el gran entusiasta del balneario; el fundo Las Papas pasó a llamarse Algarrobo y con ello el antiguo y hermoso balneario comenzó a desarrollarse con el pasar de los años. El rancherío de la caleta fue trasladado a la moderna población de El Litre y así dio lugar al Yachting, en el mismo lugar en donde estuvo, un siglo atrás, el muelle de los Balmaceda.
Algarrobo fue creado como comuna el 21 de noviembre de 1945 al promulgarse la ley 8388. Ubicada frente al Océano Pacífico a 33°27′ Latitud Sur en el centro del país, sus límites son por el Norte estero Tunquén y la comuna de Casablanca, al Sur limita con la Quebrada Las Petras y la comuna de El Quisco y por el Oeste el Océano Pacífico.

## Geografía
- Altitud: 28 metros.
- Latitud: 33°22′ S
- Longitud: 71°40′ O

Dentro de los atractivos geográficos se pueden destacar el peñón La Peñablanca, formación rocosa de unos 80 metros de altura ubicada al sur de la comuna, declarado Santuario de la Naturaleza el 18 de marzo de 1982.

## Turismo

### Playas
Algarrobo posee numerosas playas de gran atractivo turístico, en entre ellas, de sur a norte:

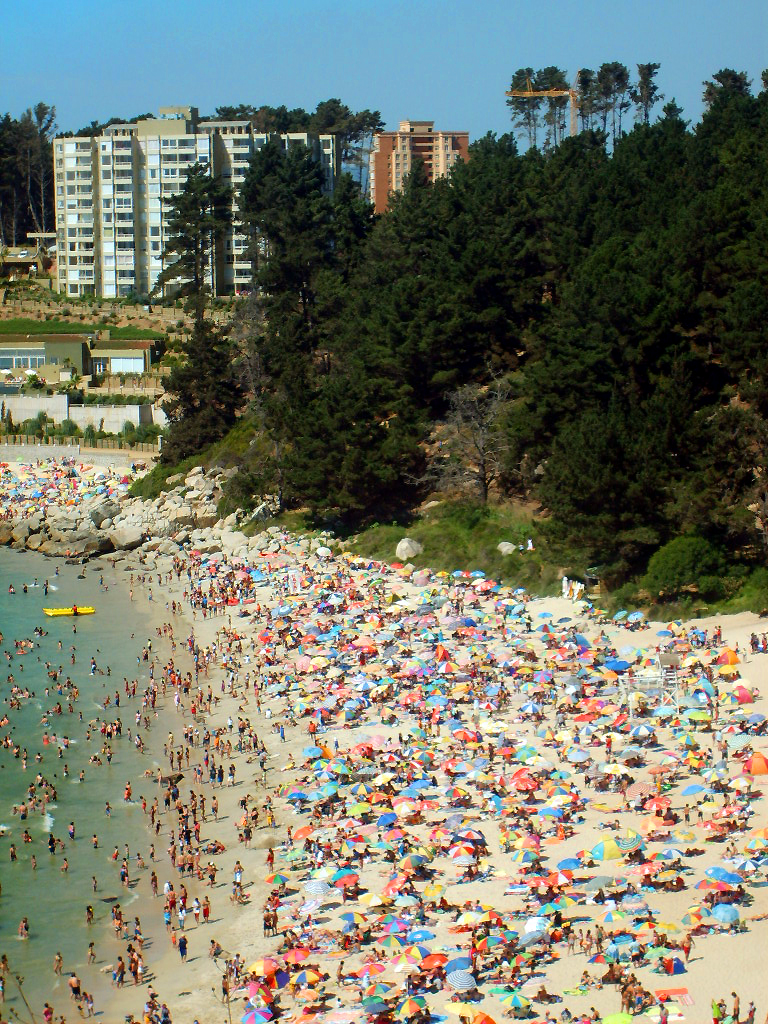
Playa El Canelo.

- El Canelo: Ubicada en el sur de Algarrobo, playa tradicional de este balneario. Miles de personas van por la tarde. El agua es fría.
- El Canelillo: Al lado de El Canelo, pero más pequeña y tranquila. Agradable para ir de vacaciones. El agua es fría.
- Deportivo Nacional: Frente a la comunidad del mismo nombre. Recientemente víctima de Robo de playas.
- Los Tubos: Es la playa que sigue después del Deportivo Nacional. Tiene un muelle que la caracteriza que está muy deteriorado por el paso de los años.
- San Pedro: Es la playa donde se encuentra la caleta de pescadores.
- Club de Yates: Aquí se practican diversos deportes acuáticos, como surf, velas, etc. desde el Club de Yates Algarrobo, más conocido como el "Yachting".
- El Pejerrey: también conocida como playa "Los Camellos" por los pequeños montículos conformados a su orilla.
- Las Cadenas: playa ubicada en pleno centro del balneario, por lo tanto tiende a ir mucha gente.
- Caminito
- Internacional: ubicada cerca de San Alfonso del Mar, siempre se hacen eventos en esta playa tipo conciertos y otros. La mejor para los jóvenes.
- Algarrobo Norte: Donde mejor se puede apreciar la puesta de Sol.
- Las Dichas: es un pueblito que forma parte de la comuna de Casablanca, limita con Algarrobo, su camino principal de dirige a la ruta 68 para ir a Valparaíso, Quilpué.
- Mirasol: sector de la parte norte de la comuna de Algarrobo, con camino al Yeco y también el conocido "camino del medio" el cual dirige a la parte rural de Algarrobo conocido como San José.
- El Cura
- El Yeco: Debe su nombre a la existencia entre los roqueríos del lugar, de un cuervo marino conocido comúnmente como pato yeco, también llamado cormorán neotropical. El Yeco está constituida por un conjunto de numerosas casas, muchas usadas exclusivamente para veranear. Además posee una escuela básica y una Posta de Salud Rural. Tiene dos playas a las cuales se llega bajando escaleras y disfrutando de su mirador desde el cual se puede observar el horizonte y en un lugar las dos playas. De arenas cálidas y amarillas, perfecto para tomar sol y estar cerca de la naturaleza. Tiene un pozón cómodo para disfrutar del agua; y el mar es excelente para el surf.
- Tunquén: Utilizada por los hippies como resguardo en los años 1960.

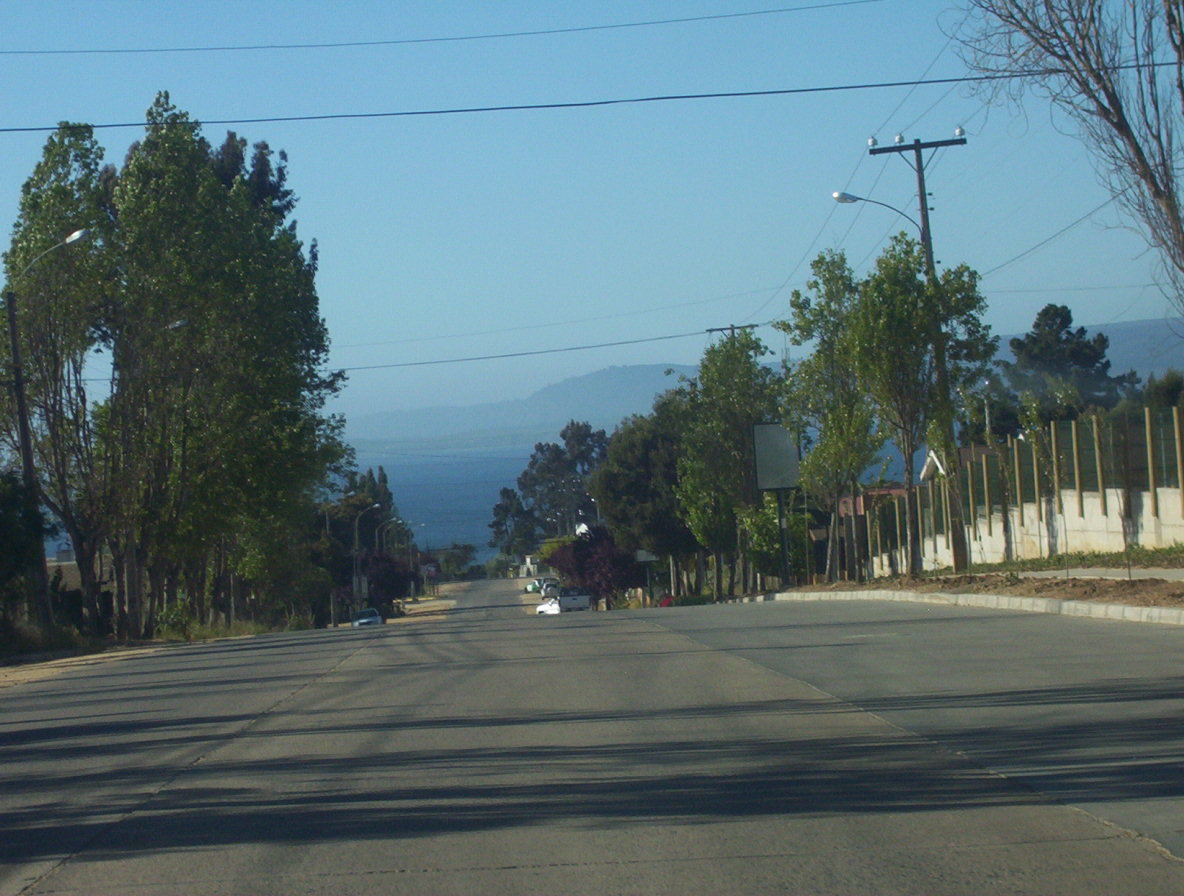
Antiguo camino de entrada a Algarrobo. Al fondo se divisa Tunquén y Quintay.

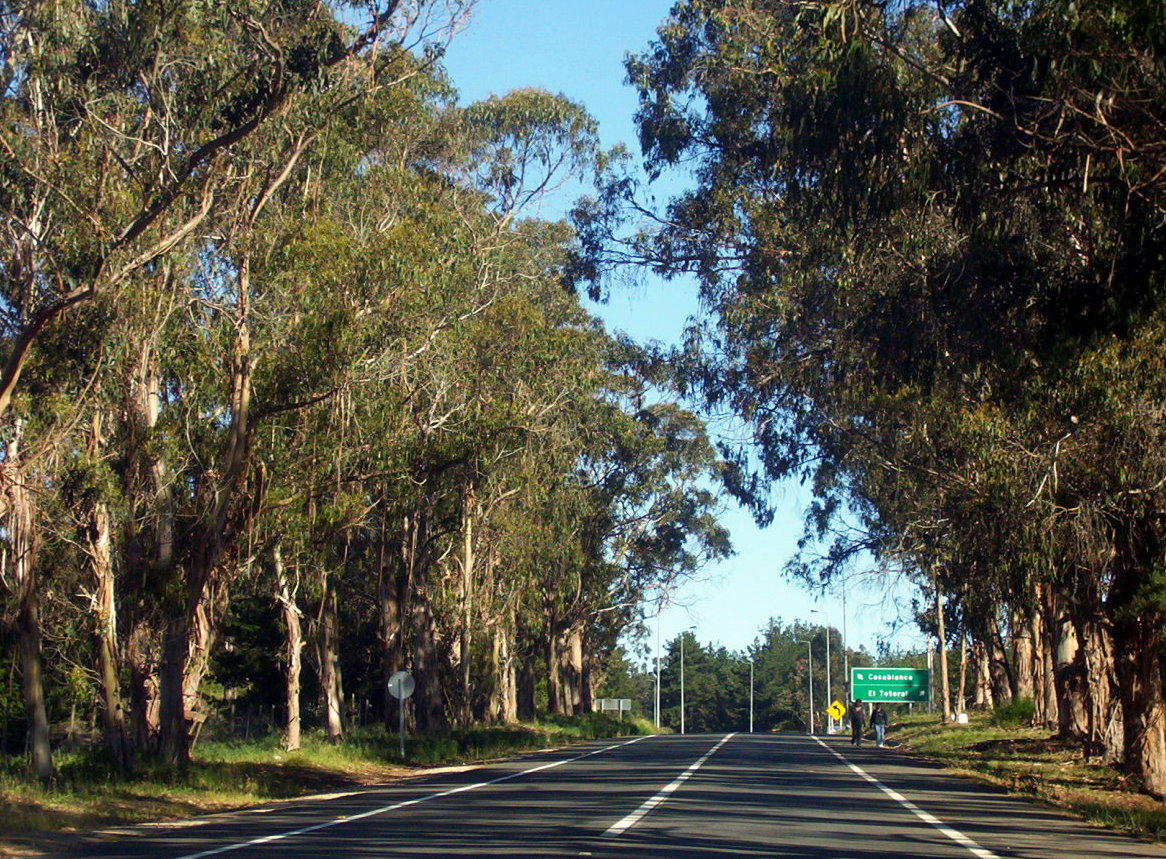
Camino desde Algarrobo a El Totoral.

### Centro de la ciudad
La Avenida Carlos Alessandri, entre la playa Las Cadenas por el norte y el Club de Yates por el sur, alberga la mayor actividad comercial, cultural y gastronómica en los meses estivales. Algunas atracciones son, de sur a norte: la moderna caleta de pescadores; el restaurante El Muelle; edificios comerciales, residenciales y bancos; el Hotel Pacífico, y la Casa de la Cultura.

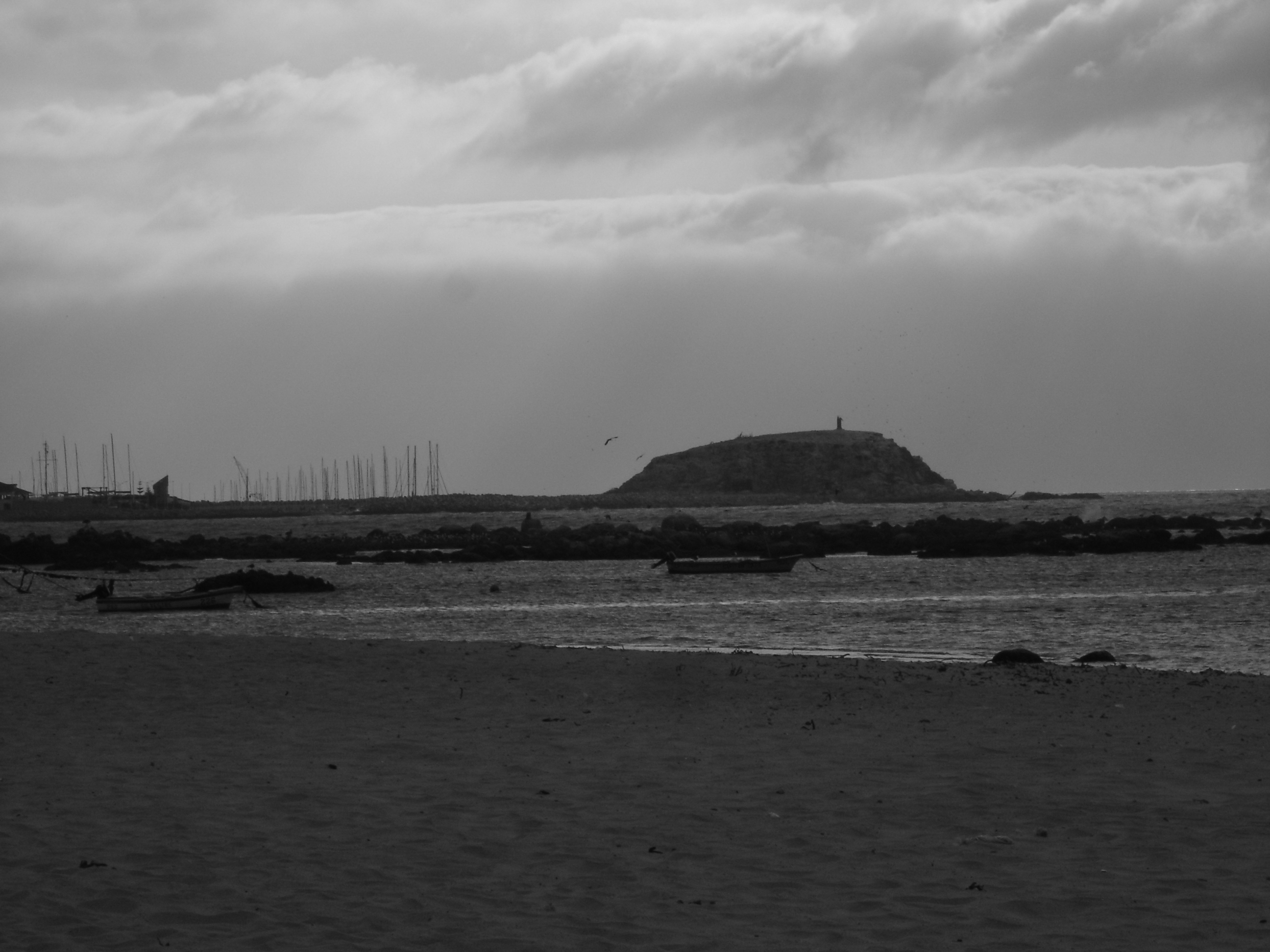
Playa de Algarrobo en invierno.

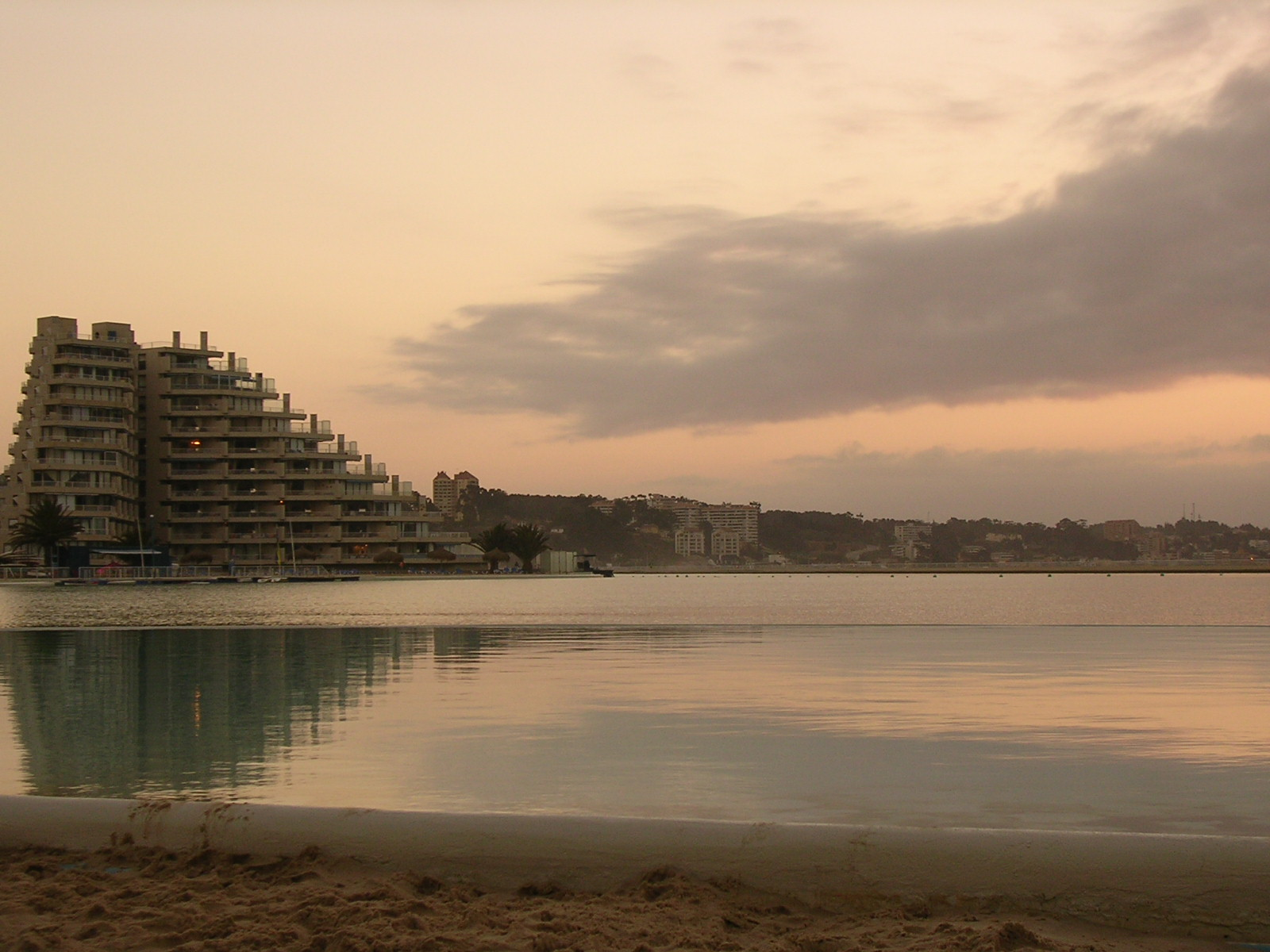
San Alfonso del Mar.

### Parroquias
Dos templos católicos concentran la actividad religiosa en Algarrobo. Son las iglesias de la Inmaculada Concepción (en la subida del mismo nombre, a pocas cuadras desde la avenida costera) y Santa Teresita (en la esquina de la calle del mismo nombre con Guillermo Mücke).
También cabe mencionar que en la zona rural de San José sector la capilla existe una iglesia la que durante el terremoto de 1985 fue destruida en su totalidad y reconstruida con integra cooperación de los mismos vecino, también podemos encontrar un cementerio que data en su gestión a mediados del siglo XVIII. Por otro lado en el camino denominado el bochinche también encontramos otra iglesia que sirve a la comunidad.

## Deportes

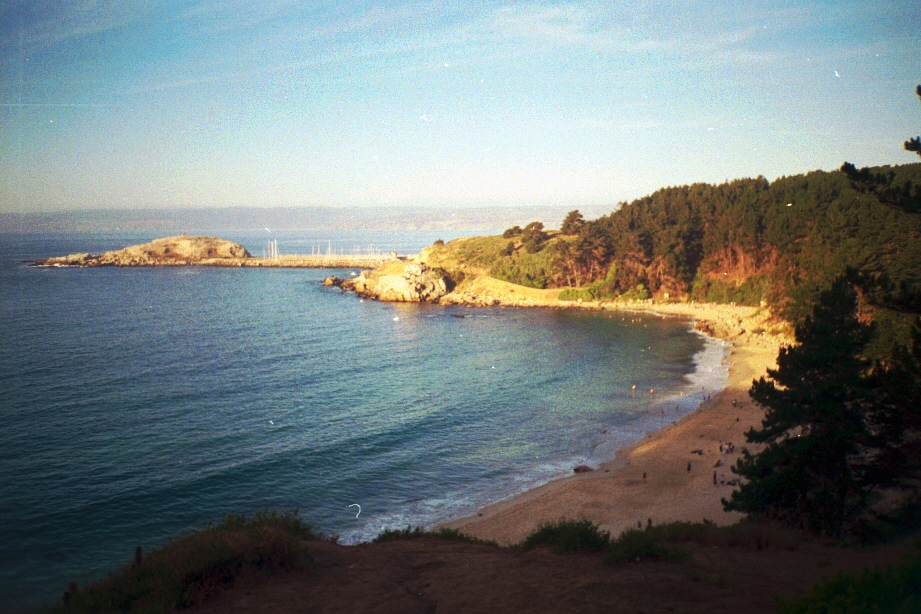
Playa El Canelo (Algarrobo), con el islote del Pájaro Niño al fondo en el que se ven los mástiles de los yates de la Cofradía Náutica del Pacífico Austral.

Los dos clubes deportivos más conocidos de la ciudad son el Club de Yates Algarrobo, ubicado en la avenida Carlos Alessandri, la principal de la ciudad, y la Cofradía Náutica del Pacífico Austral.
Rayo del Pacífico participó en la edición 2006 de la tercera división.

## Medio ambiente

### Geomorfología y componentes abióticos

Trazado simplificado de los ecosistemas y cuerpos de agua presentes en la comuna de Algarrobo.

La comuna de Algarrobo se encuentra emplazada en las unidades geomorfológicas de Planicie marina o fluviomarina y Cordillera de la costa; y presenta según la clasificación climática de Köppen clima mediterráneo de lluvia invernal e influencia costera (Csb (i)). Esta además se halla en la cuenca hidrográfica de Costeras entre el Río Aconcagua y Río Maipo. Además, la comuna posee diversos cuerpos de agua, entre los que se destacan la Laguna San Alfonso del Mar.

### Componentes bióticos
Dentro del territorio de la comuna se pueden hallar los siguientes ecosistemas:
- Bosque esclerófilo mediterráneo costero donde predominan Cryptocarya alba y Peumus boldus (Vulnerable)
- Bosque esclerófilo mediterráneo costero donde predominan Lithrea caustica y Cryptocarya alba (Casi amenazado)

En Algarrobo se pueden encontrar variados tipos de árboles típicos de la V Región tales como el boldo, canelo, huingán, maitén, molle, naranjillo, petrillo y peumo, además de la palma chilena. 
A sus costas llega a anidar el pingüino de Humboldt, que se establece en el islote Pájaro Niño, nombre con el que también se conoce a esta ave, siendo este su límite más septentrional de nidificación; comparte el islote con el pingüino de Magallanes.

### Medidas de protección ambiental y conflictos socioambientales
Hasta 2022, la comuna de Algarrobo cuenta con las siguientes zonas que cuentan con algún nivel de protección ambiental:
- Estero Casablanca (Sitios ERB)[14]
- Humedal El Membrillo (Humedal urbano)[15]
- Humedal Tunquén (Sitios ERB)[16]
- La Campana - Peñuelas (Reserva Biósfera)[17]
- Punta Curaumilla - Quintay hasta Punta antes de A* (Sitios ERB)[18]
- San Jerónimo (Sitios ERB)[19]
- Santuario de la Naturaleza Humedal de Tunquén (Santuario de la Naturaleza)[20]
- Santuario de la Naturaleza Islote o Peñón de Peña Blanca y las formaciones rocosas de la Punta de Peña Blanca (Santuario de la Naturaleza)[21]
- Santuario de la Naturaleza Islote Pájaros Niños (Santuario de la Naturaleza)[22]
- Santuario de la Naturaleza Playa Tunquén-Quebrada Seca (Santuario de la Naturaleza)[23]

## Demografía
Según los datos recolectados en el censo del Instituto Nacional de Estadísticas del año 2012, la comuna posee una superficie de 176 km² y una población de 10 119 habitantes, de los cuales 4973 son mujeres y 5146 son hombres.
Algarrobo acoge al 0,57 % de la población total de la región. Un 24,16% corresponde a población rural y un 75,84% a población urbana.
La comuna de Algarrobo se divide en los siguientes distritos:
| Localidades       | Población (2017) |
| ----------------- | ---------------- |
| Algarrobo         | 9062             |
| Mirasol - El Yeco | 1818             |
| Los Molles        | 60               |
| El Manzano        | 39               |

## Economía
En 2018, la cantidad de empresas registradas en Algarrobo fue de 581. El Índice de Complejidad Económica (ECI) en el mismo año fue de 0,1, mientras que las actividades económicas con mayor índice de Ventaja Comparativa Revelada (RCA) fueron Ranicultura, Helicicultura y actividades con Animales Menores o Insectos (1365,92), Servicios de Médicos Veterinarios en Forma Independiente (148,3) y Venta al por Menor de Lanas, Hilos y Similares (45,91).

## Administración

### Municipalidad
La Municipalidad de Algarrobo es dirigida por el alcalde Marco González Candia (RN), quien asumió en diciembre de 2023 tras la formalización de José Luis Yáñez. Para el periodo 2024-2028 el concejo municipal está compuesto por:
- José Olivo Basaure (REP)
- Carol Velásquez Barra (Ind./DC)
- Luis Núñez Berrios (RN)
- María Vidal Marín (Ind./FA)
- José Luis Rojas Aguilar (Ind./UDI)
- Jessica García Phillips (Ind./DC)

### Parlamento
La comuna es representada en la Cámara de Diputados del Congreso Nacional por los diputados María José Hoffmann Opazo, Osvaldo Urrutia Soto y Andrés Celis Montt de la coalición Chile Vamos; Rodrigo González Torres y Marcelo Díaz Díaz del pacto La Fuerza de la Mayoría; Víctor Torres Jeldes del pacto Convergencia Democrática; y Camila Rojas Valderrama y Jorge Brito Hasbún del Frente Amplio. A su vez, es representada en el Senado por los senadores Francisco Chahuán Chahuán de RN, Ricardo Lagos Weber, del PPD, Isabel Allende Bussi del PS, Juan Ignacio Latorre Riveros de Revolución Democrática y Kenneth Pugh Olavarría, independiente pro RN.

## Medios de comunicación
La ciudad, a pesar de su importancia turística a nivel regional y nacional, tiene un acceso marginal a los principales medios de comunicación social. La prensa escrita es variada, llegando periódicos de Santiago, Valparaíso y San Antonio. En cuanto a la televisión abierta nacional, apenas hay disponibles 3 canales: TVN (en la frecuencia 5), Chilevisión (en la frecuencia 9) y Canal 13 (frecuencia 13), cuyas plantas repetidoras se ubican en el sector de El Canelo. Una empresa local de televisión por cable, Cable Mágico Estelar, ofrece los demás canales abiertos y los de cable. Por otra parte los usuarios cuentan con fibra óptica para internet, TV digital y telefonía a través de las empresas Mundo y Movistar. A la vez existen dos canales locales de señal abierta uno es Girovisual Canal 7, quienes son asociados a CNN Chile con los departamentos de prensa, ellos están ubicados en Isla Negra y es de cobertura provincial abarcando desde Algarrobo a Santo Domingo; el otro canal es Litoral de los Poetas con su señal número 29.[cita requerida]
Entre los medios digitales locales, destaca Algarrobo Digital y Algarrobo Al Día, este último con una década de labor comunicacional ininterrumpida, y que en 2020 fue distinguido con el premio Naitún, entregado por la Corporación de Artistas Pro-Ecología, por su señero trabajo de difusión cultural y de investigación en materias medioambientales. Desde octubre de 2024 hace su aparición CostaConecta, un medio que centra su objetivo en el conocimiento a través de la participación de sus usuarios con preguntas, comentarios y encuestas de ellos mismos con la comunidad, tiene su centro de operaciones en Algarrobo pero abarca toda la costa chilena.

### Radio
FM
- 98.7 MHz - Radio Mirasol
- 103.1 MHz - Sensación Costa
- 107.5 MHz - (sin información)
- 107.7 MHz - Algarrobo FM

### Televisión
- 5 - TVN
- 7 - Girovisual Televisión
- 9 - Chilevisión
- 13 - Canal 13
- 29 - Canal Litoral de los poetas

## Centros vacacionales importantes
Algarrobo es un lugar destacado para vacacionar, debido a la cercanía que posee con la capital, Santiago de Chile. Es por esto, que importantes proyectos inmobiliarios y turísticos se encuentran en este lugar, como son: San Alfonso del Mar, poseedor de la segunda piscina más grande del mundo,[cita requerida] bahía de Rosas y laguna Vista.